# Gucci Gang
«Gucci Gang» (en español: «Banda Gucci») es una canción del rapero estadounidense Lil Pump.
extraído como quinto sencillo promocional de su homónimo álbum debut titulado Lil Pump (2017). «Gucci Gang» hace referencia al grupo que forman Lil Pump, SmokePurpp y otros raperos.

## Lanzamiento
El tema fue originalmente lanzado vía SoundCloud el 27 de octubre de 2017, pero, el 31 de agosto, su lanzamiento en formato de descarga digital y streaming estuvo a cargo de Tha Lights Global y Warner Bros. ''Gucci Gang'' se convirtió en el sencillo más exitoso y popular de Lil Pump hasta la fecha llegando a escalar hasta el puesto número 3 del US Billboard Hot 100.

## Producción
En una entrevista de noviembre de 2017 con Complex, el productor Bighead habló de su inspiración en Blink-182, a quien considera que ha llegado a las listas de Billboard con composiciones simples: «La música simple es buena música, porque si un niño de tres o cuatro años puede cantarla, eso es lo que busco. Como «Gucci Gang», un niño pequeño puede cantar eso».

### Estilo y letra
Pump hace gala de su «característico flow carismático y despreocupado» en un ritmo de trap con «tambores retumbantes y una melodía de piano brumosa».

## Vídeo musical
El 20 de octubre de 2017, Lil Pump posteó un fragmento del vídeo de 44 segundos en su página oficial de Twitter, instando a sus seguidores: «Retuiten si quieren ver el vídeo ahora mismo». El vídeo fue subido a su canal de YouTube el 23 de octubre de 2017. El 26 de diciembre de 2019, el video obtuvo mil millones de vistas siendo el video con restricción de edad más visto hasta la fecha. Hasta el momento el vídeo musical de «Gucci Gang» ha superado más de 1150 millones de vistas en Youtube.
El video fue dirigido por Ben Griffin de Prime Zero Productions, quien fue contactado por Warner Bros. para dirigir este video y el del sencillo de 2018 de Lil Pump «Esskeetit». El resumen de Lil Pump era que el video debería incluir un tigre, una escuela y una pelea de comida. Según Griffin, el tigre es un espécimen entrenado por los medios de comunicación que caminó por el pasillo junto a Lil Pump, sin imágenes generadas por computadora involucradas.
El video fue filmado en la Escuela del Santísimo Sacramento en Hollywood, una escuela primaria católica que es propiedad de la Arquidiócesis de Los Ángeles. La arquidiócesis declaró que la administración de la escuela no siguió el procedimiento para obtener su aprobación para permitir la filmación del video, que incluye el uso de drogas. Griffin se negó a comentar cuando Fox 11 Los Ángeles le preguntó sobre el asunto.

## Recepción de la crítica
Lee Su-ho de IZM calificó la canción con 2.5 de 5 estrellas. Según él, después de dos minutos de escupir letras sin sentido en un ritmo de ensueño, todo lo que queda es un gancho adictivo que dice «Gucci gang, Gucci gang, Gucci gang, Gucci gang».
Mitch Findlay de HotNewHipHop declaró: «hay momentos en los que Pump muestra momentos de evolución». Sin embargo, «Pump parece obstaculizado por su dependencia de las sustancias, y aunque puede disfrutar de ser un consumidor de drogas recreativas, nunca encontrará la longevidad artística si siguen siendo su único enfoque lírico».
Jacob Shamsian de Insider incluyó la canción en su lista de las «13 canciones más sobrevaloradas de 2017» y dijo que era «horrible».

### Listas de fin de año
| Publicación   | Lista                                   | Rango | Ref.   |
| ------------- | --------------------------------------- | ----- | ------ |
| Complex       | Las 50 mejores canciones de 2017        | 47    | [ 12 ] |
| Genius        | Las 50 mejores canciones de 2017        | 50    | [ 13 ] |
| Passion Weiss | Las 50 mejores canciones de rap de 2017 | 50    | [ 14 ] |

## Legado
La estructura repetitiva de la pista musical fue criticada. La canción generó numerosos memes en las redes sociales. Saturday Night Live transmitió un video musical para una parodia, «Tucci Gang», sobre el actor Stanley Tucci, con el miembro del reparto Pete Davidson interpretando a Lil Pump.
Eminem imita la canción en su canción de 2018, «The Ringer», con el fin de despreciar al propio Pump.
En julio de 2018, el actor y músico Drake Bell lanzó una versión de la canción.

## Premios y nominaciones
| Premio                 | Año  | Categoría                            | Nominado     | Resultado | Ref.   |
| ---------------------- | ---- | ------------------------------------ | ------------ | --------- | ------ |
| Billboard Music Awards | 2018 | Mejor canción de transmisión (Vídeo) | «Gucci Gang» | Nominado  | [ 19 ] |

## Remixes
El 4 de diciembre de 2017, el rapero Joyner Lucas lanzó un remix en SoundCloud y tiene más de 65 millones de visitas en YouTube. El 17 de marzo de 2018, el remix de la canción se estrenó en OVO Sound Radio, con Ozuna, French Montana, J Balvin, Bad Bunny, Gucci Mane, Remy Ma y 21 Savage.

## Posicionamiento en listas

### Gráficos semanales
| Gráfico (2017–18)                         | Lista posición |
| ----------------------------------------- | -------------- |
| Australia (ARIA)                          | 18             |
| Austria (Ö3 Austria Top 40)               | 30             |
| Bélgica (Flandes) (Ultratop 50)           | 42             |
| Bélgica (Valonia) (Ultratop 50)           | 34             |
| Canadá (Canadian Hot 100)                 | 3              |
| República Checa (Singles Digitál Top 100) | 13             |
| Dinamarca (Tracklisten)                   | 24             |
| Finlandia (OFC)                           | 13             |
| Francia (SNEP)                            | 15             |
| Alemania (Offizielle Deutsche Charts)     | 35             |
| Hungría (Single Top 40)                   | 30             |
| Hungría (Stream Top 40)                   | 11             |
| Irlanda (IRMA)                            | 31             |
| Italia (FIMI)                             | 24             |
| Países Bajos (Mega Single Top 100)        | 27             |
| Nueva Zelanda (Recorded Music NZ)         | 15             |
| Noruega (VG-lista)                        | 20             |
| Portugal (AFP)                            | 10             |
| Escocia (Scottish Singles Sales Chart)    | 61             |
| Eslovaquia (Singles Digitál Top 100)      | 11             |
| España (PROMUSICAE)                       | 57             |
| Suecia (Sverigetopplistan)                | 19             |
| Suiza (Schweizer Hitparade)               | 25             |
| Reino Unido (UK Singles Chart)            | 27             |
| Estados Unidos (Billboard Hot 100)        | 3              |
| Estados Unidos (Hot R&B/Hip-Hop Songs)    | 2              |
| Estados Unidos (Rhythmic)                 | 11             |

### Gráficos de fin de año
| Gráfico (2017)                       | Posición |
| ------------------------------------ | -------- |
| Hungría (Stream Top 40)              | 71       |
| US Hot R&B/Hip-Hop Songs (Billboard) | 58       |
| US Streaming Songs (Billboard)       | 70       |
| Gráfico (2018)                       | Posición |
| Canadá (Canadian Hot 100)            | 41       |
| Francia (SNEP)                       | 162      |
| US Billboard Hot 100                 | 44       |
| US Hot R&B/Hip-Hop Songs (Billboard) | 20       |

### Rendimiento de los gráficos
Según Billboard, «Gucci Gang» es la canción más corta en llegar al top 10 del Hot 100 en 42 años, desde que «Mr. Jaws» de Dickie Goodman alcanzó el #4 el 11 de octubre de 1975.

## Certificaciones
| País           | Organismo certificador | Certificación | Ventas certificadas |
| -------------- | ---------------------- | ------------- | ------------------- |
| Australia      | ARIA                   | 2× Platino    | 140 000             |
| Alemania       | BVMI                   | Oro           | 200 000             |
| Canadá         | Music Canada           | 2× Platino    | 160 000             |
| Dinamarca      | IFPI Dinamarca         | Oro           | 45 000              |
| Estados Unidos | RIAA                   | 5× Platino    | 5 000 000           |
| Italia         | FIMI                   | Platino       | 50 000              |
| Nueva Zelanda  | RMNZ                   | Platino       | 15 000              |
| Reino Unido    | BPI                    | Platino       | 400 000             |
| Portugal       | AFP                    | Platino       | 10 000              |
| Polonia        | ZPAV                   | Oro           | 25 000              |
| Suiza          | IFPI                   | Oro           | 10 000              |
| Bélgica        | BEA                    | Oro           | 10 000              |
| Francia        | SNEP                   | Platino       | 133 333             |